# Pietrele Boris

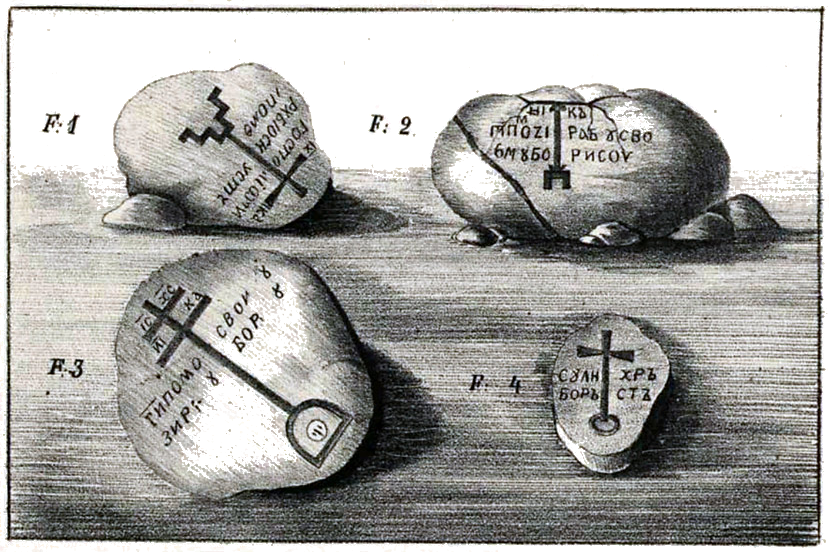
Pietrele Boris sau Dvina

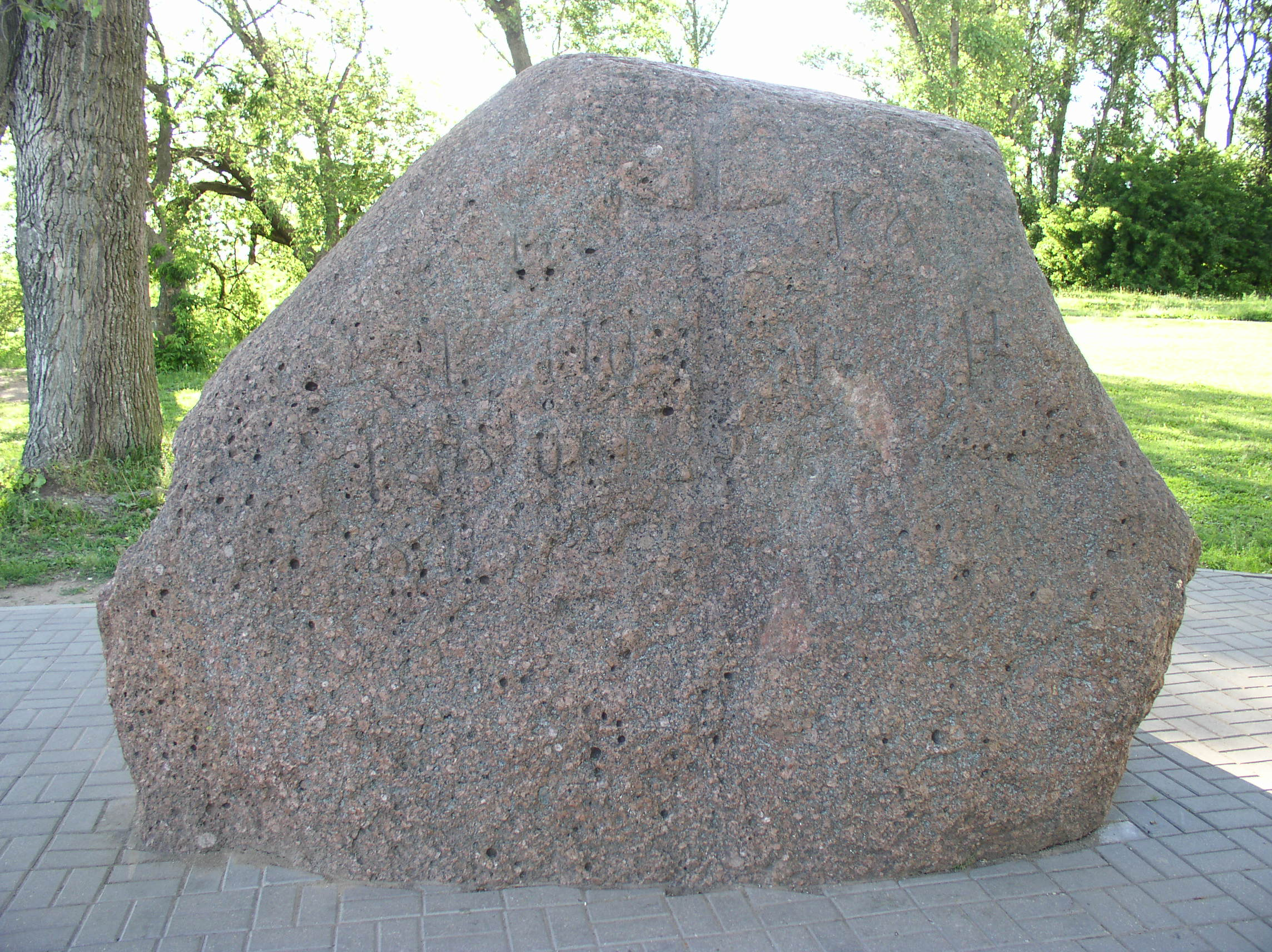
O piatră Boris lângă Catedrala Sf. Sophia din Poloțk, Belarus

Pietrele Boris (în belarusă Барысавы камяні, rusă Борисовы камни) sau Pietrele Dvina (în rusă Двинские камни) sunt șapte artefacte medievale ridicate de-a lungul malului râului Daugava sau Dvina de Ves între Poloțk și Drissa, în nordul Belarusului. Probabil că există dinainte de apariția creștinismului în zonă, dar au fost inscripționate în secolul al XII-lea cu text și o imagine a lui Hristos. Cea mai mare dintre pietre are circumferința de 17 metri.

## Istorie

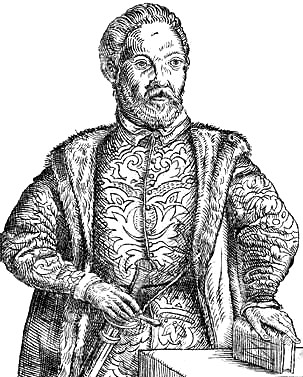
Maciej Stryjkowski

Deși aceste repere au fost descrise în secolul al XVI-lea de Maciej Stryjkowski, Georg von Cancrin a fost primul care le-a adus în atenția cercetătorilor în 1818. Cancrin a descoperit o piatră lângă Orșa care avea următoarea inscripție: În anul 1171, la 7 martie, a fost terminată această cruce. Doamne, te rog să-L ajuți pe slujitorul tău Vasile, al cărui alt nume este Rogvolod, fiul lui Boris.
Ulterior, au fost descoperite câteva pietre cu numele lui Boris. În anii 1930, două dintre acestea au fost aruncate de către autoritățile comuniste cu motivul că sunt obiecte religioase, iar rămășițele lor au folosit pentru a pava drumul dintre Minsk și Moscova. O altă piatră a fost aruncată în râu, unde a rămas până la redescoperirea sa în 1988. Când s-a încercat recuperarea acesteia, piatra s-a desprins în trei bucăți. Trei alte pietre au fost mutate pentru a fi expuse lângă Catedrala Sf. Sofia din Poloțk, în Muzeul Rocilor din Minsk și în Kolomenskoe lângă Moscova .

## Descriere

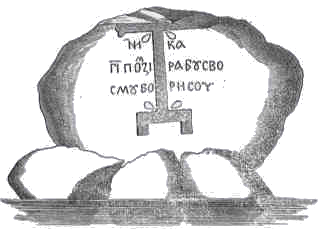
Inscripție de pe o piatră Boris

Ambele denumiri ale pietrelor sunt oarecum înșelătoare: doar patru sunt situate de-a lungul malurilor râului Dvina, iar una dintre pietre nu menționează deloc numele Boris. Ceea ce le unește sunt inscripțiile acestora: În fiecare caz, elementul central este o cruce enormă, flancată de elemente abreviate ale legendei grecești convenționale care proclamă victoria lui Hristos. Se consideră în general că numele Boris menționat în inscripțiile de pe pietre se referă la Rogvolod Vseslavici din Dinastia Rurik (cu numele de botez Boris),  fiul lui Vseslav de Poloțk, deși este destul de probabil ca astfel de bolovani au fost venerați de păgânii slavi cu mult înainte ca ținutul să fi fost creștinat.

## Legături externe
- Pietrele Boris, Patrimoniul din Belarus
- ru  Article by Konstanty Tyszkiewicz
- ru  Photographs
- Doina Uricaru Maxilarul inferior, 2010, Google Books